# Powiat Radkersburg
Powiat Radkersburg (niem. Bezirk Radkersburg) – dawny powiat w Austrii, w kraju związkowym Styria, przy granicy ze Słowenią. Siedziba znajdowała się w Bad Radkersburg. W 2013 roku powiat został zlikwidowany i wraz z powiatem Feldbach wszedł w skład nowo utworzonego powiatu Südoststeiermark.

## Geografia
Powiat graniczył jedynie z dwoma powiatami: na północy Feldbach i na zachodzie Leibnitz, na południu i wschodzie powiat Radkersburg graniczył ze Słowenią.
Południowa granica państwa przebiega na rzece Mura.

## Demografia
| Rok  | Liczba mieszkańców |
| ---- | ------------------ |
| 1981 | 25 671             |
| 1991 | 24 794             |
| 2001 | 24 068             |

## Miasta i gminy
Powiat podzielony był na 19 gmin, wliczając w to 2 miasta i 6 gmin targowych.
| Miasta 1. Bad Radkersburg 2. Mureck Gminy targowe 1. Halbenrain 2. Klöch 3. Mettersdorf am Saßbach 4. Sankt Peter am Ottersbach 5. Straden 6. Tieschen | Gminy 1. Bierbaum am Auersbach 2. Deutsch Goritz 3. Dietersdorf am Gnasbach 4. Eichfeld 5. Gosdorf 6. Hof bei Straden 7. Murfeld 8. Radkersburg Umgebung 9. Ratschendorf 10. Trössing 11. Weinburg am Saßbach |

## Transport
Przez powiat przebiegały drogi krajowe B66 (Gleichenberger Straße) i B69 (Südsteirische Grenz Straße), na granicy państwowej znajdowało się 9 drogowych przejść granicznych.
Na linii kolejowej Graz-Spielfeld-Bad Radkersburg zlokalizowano 8 stacji kolejowych.